# Vladimir Levstik
Vladimir Levstik (19. ledna 1886 Šmihel nad Mozirjem – 23. prosince 1957 Celje), rozený Ciril Levstik, byl slovinský spisovatel, básník a překladatel především z ruštiny.

## Život
Narodil se ve Šmihelu nad Mozirjem. Otec Michael byl učitel. Měl dva mladší sourozence. Jeho křestní jméno bylo Ciril, jméno Vladimir začal používat až v roce 1904. V roce 1887 byl jeho otec přemístěn do obce Št. Andraž nad Polzelo, kde Levstik strávil své dětství a chodil na základní školu. V letech 1896–1899 navštěvoval gymnázium v Celji, v letech 1899–1901 v Mariboru a v letech 1901–1903 v Lublani. Roku 1903 zanechal studia, podle některých zdrojů kvůli chudobě, podle jiných kvůli sporům s otcem. Byl to druhý Slovinec (po Ivanu Cankarovi), který se živil jako spisovatel, básník a překladatel z povolání. V letech 1906 a 1907 žil v Paříži, kde se seznámil s literárními směry a proudy. Kvůli své účasti v nacionalistickém hnutí byl během 1. sv. války zavřen v internačním táboře v Mittergrabernu. Zavřen byl až do roku 1917. Po propuštění se nesměl vrátit do Lublaně, proto žil v Praze, kde také vzniklo jeho dílo Zápisky Tiny Gramontové. Potom se přestěhoval ke své sestře Věře, která pracovala jako učitelka na základní škole v Št. Juriju pod Taborom v Savinjské dolině (dnes Tabor). U ní zůstal do dubna 1918, překládal Dostojevského a psal své nejlepší dílo "Gadje gnezdo". Po návratu do Lublaně onemocněl a léčil se v Kranji. Od roku 1932 žil v Paříži. Své poslední léta strávil v Celji, blízko svého rodného kraje. Roku 1957 tam i zemřel.

## Dílo

### Poezie
Básně začal psát už na základní škole. Roku 1903 vyšla jeho první báseň v Ljubljanskem zvonu. Respektovaným básníkem byl hlavně v letech 1906-1910. Spolupracoval především s novinami Ljubljanski zvon, Slovan, Slovenka a Naš list. Jeho prvním básnickým tématem byla jeho vlast a národní motivy. V romanci Kralj Matjaž se objevují motivy svobody a bojácnosti. V jeho poezii můžeme nalézt neustálé hledání smyslu života, zoufalství, a zklamání nad sebou samým i celým světem. Inspiraci ke své milostné poezii čerpal z Cankarovy Erotiky a Župančičevy Čaše opojnosti. Opakující se motiv z Erotiky je motiv ženské nevěry, jen na rozdíl od Cankara je u Levstika milenec zároveň vrahem muže (Romance 1906). Motivy jsou také eroticky zabarvené, ironické a naturalizované (Faust, 1906). Metaforika je často převzatá z antiky, jen s upravenou formou. Právě kvůli těmto charakteristikám je přiřazován k slovinským parnasistům. V roce 1910 napsal ještě několik básní, které se metaforikou a veršem blíží k Marinettiovu futurizmu, čímž svou básnickou tvorbu ukončil.

### Próza
První román Prijatelj Satan (1906) velmi připomíná Dostojevského i Cankarovy črty. Jeho první prozaický hrdina je nihilistický, intelektuální revolucionář a umělec, introvert, který prochází osobním a duševním dramatem. Se Satanem nejdříve rozmlouvá o smrti a morálce, později se z nich stanou přátelé. Jeho vztah k Satanovy brzy přeroste v uctívání, což vede až k sebevraždě hlavního hrdiny.
Pro Levstikovu krátkou prózu jsou také příznačné milostné příběhy z městského nebo šlechtického prostředí. Jejich hlavním tématem je romantická fantazie a nečekané tragické konce (Historija o kugi, 1907, Sirota Jerica, 1907). V roce 1909 vyšla jeho krátká próza ve sbírce "Obsojenci". V románech je viditelné Levstikovo studium psychologie, filozofie a estetiky. Psychologické témata jsou především patologické duševní jevy a stavy. Povídka Nenormalni piščanec (Nenormální kuře) je uvedena Nietschovým motivem. Kuře přeroste svou drůbeží rodinu a zatouží po svobodě. Zemře poté, co mu chovatel přistřihne křídla. Kuře je metaforou pro umělce - zajatce společenské průměrnosti. Na rozdíl od kondorů a orlů, symbolů, které za modernismu znamenaly právo umělce na svobodu, neumí kuře létat. V povídce Razmišljeni Vid depoetizuje matku. Ta raději než svůj majetek obětuje syna. Patologické jevy popisuje i jeho poslední povídka v Obsojencih, Rikard Malliprou. Zdravého člověka Rikarda přepadne pocit, že je hrbatý, tento pocit se stává utkvělou představou, kterou doprovází cynismus, sadismus a vidiny.
Jeho první delší dílo bylo Blagorodje doktor Ambrož Čander (Ljubljanski zvon, 1909). Román humorně a ironicky ukazuje maloměšťáctví a po Cankarově vzoru se vysmívá jeho vlastenectví. V popředí je kombinace psychologie a erosu. Román se vyznačuje nenadálými přechody z reality do vidin a zpět.
V roce 1910 začal psát román Sphinx patria, který zobrazuje životy umělců, bez detailnějšího děje. Román zůstal nedokončen, protože Levstik nechtěl nadále spolupracovat se Slovanem, jehož redaktorem se stal Ilešič - propagátor chorvatštiny jako spisovného jazyka pro Slovince.
V roce 1914 se stal redaktorem Slovanu Oton Župančič a vyšla v něm kratší Levstikova povídka Janovo. Janovo je zčásti autobiografická povídka, v níž navazuje na vlastenecké téma z románu Sphinx patria. V této povídce Levstik skvěle popisuje rozpory selského života - na jedné straně rozmařilost, na druhé straně tvrdá práce.
Mezi vrcholy Levstikových děl patří Zapisky Tiny Gramontové, které vznikly v roce 1917 v Praze. Román vyšel roku 1919 ve vydavatelství Omladina. Je to deník ženy o kráse a ošklivosti, o vítězstvích a prohrách citů. Zobrazuje městský život s ústřední postavou originální ženy.
Mezi nejlepší díla jeho delší prózy patří Gadje gnezdo. Děj se odehrává ve slovinské vesnici během války. Ústřední postavou je vdova Kastelka, která zobrazuje nezkrotnou, hrubou, dobrosrdečnou ženu, která dře, kleje a žije jen pro svou farmu a syny.
Knižního vydání se nedočkal román Hilarij Pernat, který vycházel v letech 1926 a 1927 v Ljubljanskem zvonu.
Poslední Levstikovo původní dílo je povídka Dejanje (1934) jejíž děj se odehrává v utopické zemi Silvaniji. Koncept příběhu je protest proti jakémukoliv politickému násilí na lidské důstojnosti a životu, což byl tenkrát aktuální problém celé Evropy. Zároveň vyjadřuje autorovo osobní zklamání nad podobným pravicovým hnutím v tehdejším Slovinsku. Temná psychologie zločinu a vážná etika viny se proplétá s kriminální detektivní akcí fabule.

### Překlady
Slovincům rozšířil přehled ruské literatury. Za nejdůležitější překlady se považují překlady Gogola, Tolstého, Dostojevského, Gorkého, Andrejeva, Puškina a Alexeje Tolstého. Kromě Rusů překládal i Francouze, Angličany a Američany: Flauberta, Balzaca, Zolu, Defoa, Scotta a Doyla. Slovinská literární historie oceňuje Levstika jako doposud nejplodnějšího a nejlepšího slovinského překladatele.

## Ocenění
V roce 1949 převzal Prešernovu cenu za překládání, hlavně za překlad Gogolova díla Taras Bulbe a Ulenspiegel in Lam Dobrin od Charlese De Costera.

### Povídky
- Janovo (1914)
- Pravica kladiva (1926) , Zákon kladiva, přeložil Fr. Malík 1927
- Dejanje (1934) , Čin , přeložil R. Habřina 1936, 1938

### Romány
- Gadje gnezdo (1918), Zmijí hnízdo přeložil B. Vybíral 1925
- Zapiski Tine Gramontove (1919) , Zápisky Tiny Gramontové přeložil B. Vybíral 1925
- Višnjeva repatica (1920)

### Překlady
- Ana Karenina (Lev Nikolajevič Tolstoj)
- Hadži-Murat (Lev Nikolajevič Tolstoj)
- Vojna in mir (Vojna a mír, Lev Nikolajevič Tolstoj)
- Gospa Bovary (Paní Bovary, Gustave Flaubert)
- Zgubljene iluzije (Ztracené iluze, Honoré de Balzac)
- Štiri drame (Maxim Gorkij)
- San Michele (Axel Munthe)
- Ponižani in razžaljeni (Uražení a ponížení, Fjodor Michajlovič Dostojevskij)
- Zapiski iz mrtvega doma (Zápisky z mrtvého domu, Fjodor Michajlovič Dostojevskij)
- Zločin in kazen (Zločin a trest, Fjodor Michajlovič Dostojevskij)
- Besi (Běsi, Fjodor Michajlovič Dostojevskij)
- Bratje Karamazovi (Bratři Karamazovi, Fjodor Michajlovič Dostojevskij)
- Ivanhoe (Walter Scott)